# Дорса, Барт

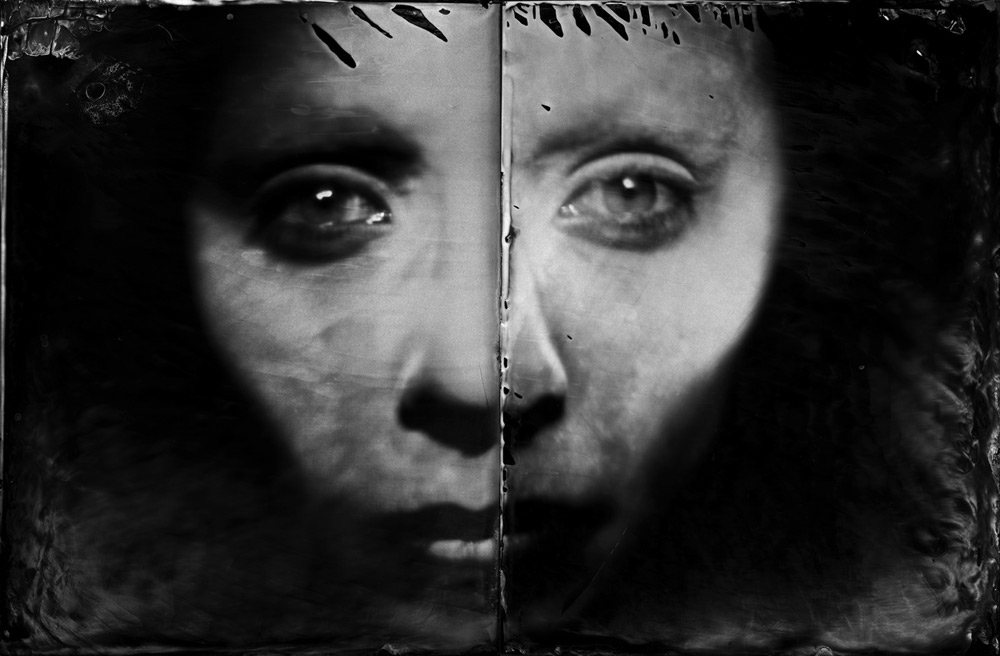
Katya Diptych 7, Crossroads series, 2012,
Collodion and Silver Glass Photographic Plates,
Individual size 93 cm x 61,5 cm,
Courtesy Bart Dorsa

Барт Дорса (род. 3 марта 1967 в США) — американский художник, фотограф, работающий в технике Дагеротипия, Коллодионный процесс.
В 2009 году Барт Дорса открыл персональную выставку в Московский музей современного искусства. А летом 2011 года катался по центру Москвы в своей огненной утке-велосипеде.

## Биография
Барт Дорса родился в Калифорнии, США, в семье Френка и Мерлин Дорса. Дедушка Барта — Френк Дорса Старший (en:Frank Dorsa Sr.) является изобретателем вафель Eggo.

## Творчество
Барт Дорса создает стеклянные фото пластины (Дагеротипия,Коллодионный процесс).
Персональные выставки Барта Дорса проходили в Московский музей современного искусства, Галерея «Победа», в Московская школа управления «Сколково». Его фотографии называют мрачными и глубокими.

## Выставки
- Май — Ноябрь 2015 — участие в групповой выставке «Гласстресс. Готика» ('Glasstress. Gotika') в рамках Параллельной программы 56-й Венецианская биеннале[4][5] http://glasstress.org/my-product/bart-dorsa/
- Май — Ноябрь 2013 — «Катя» ('Katya') в рамках Параллельной программы 55-й Венецианская биеннале[4]
- Май — Июнь 2011 — «Против солнца» ('Against The Sun') в Московская школа управления «Сколково»[3],[6]
- Ноябрь 2009 — «В глубине моего кукольного дома» ('Deep Inside My Doll House') в Московский музей современного искусства[7],[8]
- Апрель 2009 — «Дьявол с серебряным языком» ('Silver Tongue Devil') в Галерея «Победа»[9]
- Ноябрь 2008 — «Похититель душ» ('Soul Stealer') в Арт кафе «Галерея»
- Март 2007 — «Фешн за 15 минут» ('15-minute Fashion') в Арт кафе «Галерея»

## Перформанс и кинетическая скульптура
В мае и июне 2011 года Дорса катался по центру Москвы в своей огненной утке-велосипеде, пуская в небо столбы огня высотой 15 метров. Дорса создал Утку в подарок своему отцу на его 69-й день рождения

## Кино
Барт Дорса начал свою карьеру художника с независимого кинематографа.
- 1999 — The Invisibles (продюсер)
- 1999 — Here Lies Lonely (режиссёр)[1][11]

## Примечание
1. 1 2 3  Message From Moscow | ALIVE East Bay. Дата обращения: 9 мая 2012. Архивировано 10 сентября 2013 года.
2. ↑  Галерея Победа
3. 1 2 3  Dorsa is daffy, yet makes Muscovites laugh — and think — The Washington Post. Дата обращения: 29 сентября 2017. Архивировано 16 декабря 2018 года.
4. 1 2  Московский музей современного искусства — Барт Дорса. Катя Архивная копия от 24 мая 2013 на Wayback Machine
5. ↑  «Glasstress 2015 Gotika». www.hermitagemuseum.org. Дата обращения: 3 октября 2017. Архивировано 4 октября 2017 года.
6. ↑  Прямая речь: Художник Барт Дорса — Look At Me — MAG — поток «Fine art». Дата обращения: 9 мая 2012. Архивировано 25 декабря 2011 года.
7. ↑  Московский музей современного искусства — Deep Inside My DollHouse Архивная копия от 8 октября 2010 на Wayback Machine
8. ↑  Архивированная копия. Дата обращения: 9 мая 2012. Архивировано из оригинала 21 января 2010 года.
9. ↑  Bart Dorsa | Silver tongue devil | 12 April — 10 May 2009. Дата обращения: 9 мая 2012. Архивировано из оригинала 27 февраля 2011 года.
10. ↑  Вести.Ru: По ночной Москве разъезжает огнедышащая утка. Дата обращения: 9 мая 2012. Архивировано 4 марта 2016 года.
11. ↑  Bart Dorsa - IMDb (англ.) на сайте Internet Movie Database